# 16. јун
16. јун (16.6.) је 167. дан године по грегоријанском календару (168. у преступној години). До краја године има још 198 дана.

## Догађаји
- 1671 — У Москви јавно погубљен вођа устанка донских козака и сељака Стењка Разин. У руским народним причама и песмама постао симбол пркоса и побуне.
- 1826 — Пошто је угушио побуну јаничара, турски султан Махмуд II укинуо војни ред и увео низам, редовну војску.
- 1852 — У Новом Саду штампан први број листа „Сербски дневник“, с књижевним додатком „Седмица“. Лист излазио 12 година и био један од ретких словенских листова у аустријској царевини у то доба.
- 1876 — У Цетињу, после преговора вођених од октобра 1875. до фебруара 1876, потписан уговор о савезу Србије и Црне Горе против Отоманског царства. Одлуком Врховног савета одбране Југославије 25. децембра 1993. тај датум одређен за Дан Војске Југославије.
- 1941 — Председник САД Френклин Рузвелт наредио затварање свих конзулата Немачке у САД до 10. јула.
- 1944 — У Другом светском на Вису рату склопљен споразум Тито-Шубашић о односима Народноослободилачког покрета и Владе Југославије у емиграцији.
- 1958 — Обешен Имре Нађ, премијер Мађарске у време антикомунистичке побуне 1956, коју су угушиле совјетске трупе. Нађ тада ухапшен и на монтираном процесу осуђен на смрт због издаје. На исти дан 1989. пола милиона Мађара у Будимпешти присуствовало његовој поновној сахрани уз државне почасти.
- 1960 — Председник САД Двајт Ајзенхауер морао да одложи посету Јапану због антиамеричких нереда у тој земљи.
- 1961 — Руски балетски играч Рудолф Нурејев затражио азил у Француској за време гостовања у Паризу са ансамблом балета "Киров“. Каријеру наставио у водећим европским и америчким трупама и био звезда британског Краљевског балета.
- 1963 — Совјетски Савез лансирао васионски брод „Васток 6” с првом космонауткињом Валентином Терјешковом.
- 1972 — У Хановеру ухапшена Улрике Мајнхоф, чланица терористичке групе Бадер-Мајнхоф.
- 1976 — У Совету, највећем црначком насељу у Јужној Африци, избили расни нереди у којима је, током неколико месеци, погинуло најмање 600 црнаца и три белца.
- 1977 — Леонид Брежњев, лидер Комунистичке партије Совјетског Савеза, заменио Николаја Подгорног на месту председника Президијума Врховног совјета Совјетског Савеза.
- 1983 — За председника Президијума Врховног совјета Совјетског Савеза изабран Јуриј Андропов.
- 1992 — Председници САД и Русије Џорџ Буш и Борис Јељцин у Вашингтону постигли договор о смањивању арсенала далекометних нуклеарних ракета за две трећине до 2003.
- 1994 — Швајцарска одбила да изда визу за улазак у земљу председнику Југославије Зорану Лилићу, иако је добио званичан позив за учешће на међународном скупу у Кран Монтани. Одлука донета на основу препоруке Савета безбедности Уједињених нација у оквиру мера о економској блокади Југославије.
- 1996 — Међународни комитет Црвеног крста саопштио да је на простору СФРЈ за време ратних сукоба, од 1991. до 1995, нестало око 20.000 људи, од којих око 12.000 у Босни и Херцеговини.
- 1998 — Талибанска религиозна војска у Авганистану наредила затварање више од 100 приватних школа у којима су се образовале девојчице.
- 1999 — Амнести интернешенел оптужио САД за кршење људских права јер су наставиле да извршавају смртну казну, посебно због њене примене и над особама које су починиле злочин пре 18. године.
- 1999 — Нови председник Јужноафричке Републике Табо Мбеки положио заклетву. Он на тој дужности заменио Нелсона Менделу, познатог борца за права црнаца, који је скоро три деценије провео у затвору.
- 2001 —
  - Председник Русије Владимир Путин допутовао у Београд, у прву посету шефа руске државе Југославији.
  - Председник САД Џорџ Буш млађи и његов руски колега Владимир Путин срели се први пут у Словенији. Договорени сарадњу и сталне консултације.
  - Победом коалиције леве оријентације на изборима за градоначелника Берлина утрт пут бившим комунистима да уђу у градску владу, први пут од пада Берлинског зида 1989.
- 2004 — Генерални секретар УН Кофи Анан именовао Данца Сорена Јесена Петерсена за свог новог специјалног представника на Косову, шефа УНМИК-а.
- 2004 — Бутан је постао прва држава која је увела потпуну забрану узгајања и коришћења дувана.

## Рођења
- 1313 — Ђовани Бокачо, италијански писац, песник и хуманиста. (прем. 1375)
- 1858 — Густаф V Шведски, шведски краљ. (прем. 1950)[1]
- 1859 — Паја Јовановић, српски сликар, представник академског реализма. (прем. 1957)[2]
- 1902 — Барбара Маклинток, америчка генетичарка, добитница Нобелове награде за физиологију или медицину (1983). (прем. 1992)[3]
- 1931 — Павле Минчић, српски глумац, сценариста и композитор. (прем. 2015)[4]
- 1933 — Богољуб Динић, српски глумац. (прем. 2019)[5]
- 1934 — Бил Кобс, амерички глумац. (прем. 2024)[6]
- 1952 — Драган Шакота, српско-грчки кошаркаш и кошаркашки тренер.[7]
- 1962 — Арнолд Вослу, јужноафричко-амерички глумац.[8]
- 1962 — Феми Кути, нигеријски музичар.[9]
- 1967 — Јирген Клоп, немачки фудбалер и фудбалски тренер.[10]
- 1971 — Тупак Шакур, амерички глумац, хип хоп музичар и песник. (прем. 1996)[11]
- 1972 — Борислава Перић, српска стонотенисерка и параолимпијка.
- 1972 — Џон Чо, корејско-амерички глумац.[12]
- 1978 — Данијел Брил, немачки глумац.[13]
- 1978 — Алмами Мореира, фудбалер из Гвинеје Бисао.[14]
- 1981 — Бенјамин Бекер, немачки тенисер.[15]
- 1985 — Карис Пејџ Брајант, америчка глумица.[16]
- 1986 — Артурас Милакнис, литвански кошаркаш.[17]
- 1986 — Жарко Шешум, српски рукометаш.[18]
- 1987 — Фабијен Козер, француски кошаркаш.[19]
- 1988 — Бенкс, америчка музичарка.[20]
- 1990 — Џон Њуман, енглески музичар.[21]
- 1991 — Немања Недовић, српски кошаркаш.[22]
- 1993 — Гиљем Вивес, шпански кошаркаш.[23]
- 1994 — Тејлор Лав, америчка глумица и певачица.[24]
- 1994 — Душан Мандић, српски ватерполиста.[25]
- 2000 — Бјанка Андреску, канадска тенисерка.[26]

## Смрти
- 1216 — Иноћентије III, римски папа (рођ. 1161)[27]
- 1930 — Љубомир Стојановић, српски политичар и филолог, секретар Српске краљевске академије (рођ. 1860)[28]
- 1977 — Вернер фон Браун, немачки инжењер (рођ. 1912)[29]
- 2017 — Хелмут Кол, немачки политичар (рођ. 1930)

## Празници и дани сећања
- Српска православна црква слави:
  - Свете мученике Лукилијана, Клаудија, Ипатија, Павла, Дионисија, и девицу Паулу
  - Свештеномученика Лукијана
  - Светог мученика Димитрија